# 厄尔-卢瓦省
厄尔-卢瓦省（法語：Eure-et-Loir）是法國中央-卢瓦尔河谷大区所轄的省份。該省編號為28，省会为沙特尔。
厄尔-卢瓦省的名称来源于其境内的厄尔河和卢瓦河。由于卢瓦河的法语名称（Loir）和卢瓦尔河（Loire）相近，因此该省有时又被误译为"厄尔-卢瓦尔省"。
2007年人口為422 411人。